# Eparchia di Montreal e del Canada

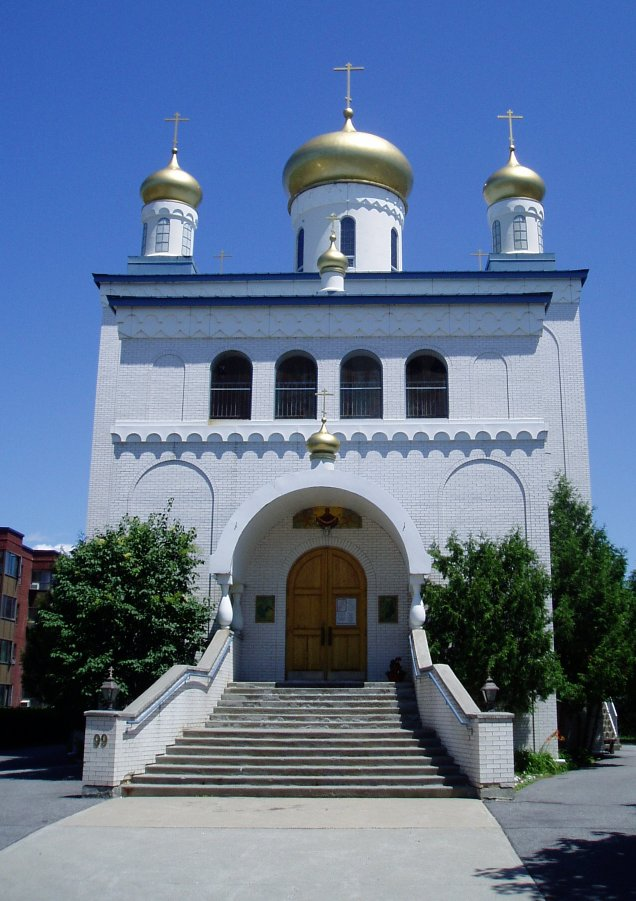
La chiesa della Protezione della Beata Vergine Maria di Ottawa.

L'eparchia di Montréal e del Canada (in russo Монреальская и Канадская епархия?; in inglese Montreal and Canadian Diocese) è una eparchia della Chiesa ortodossa russa fuori dalla Russia (ROCOR) con giurisdizione sui fedeli di questa istituzione ecclesiastica della Chiesa ortodossa russa residenti in Canada.
Sede eparchiale è la città di Montréal, dove si trova la cattedrale eparchiale di San Nicola.

## Storia
La missione ortodossa russa in Canada fu fondata nel 1905. Il 12 ottobre 1930 fu istituito il vicariato di Montréal all'interno dell'eparchia ortodossa russa del Nord America con giurisdizione sulle parrocchie russe del Canada rimaste fedeli alla ROCOR. Il primo eparca trasferì la sede a Edmonton nella parte orientale del paese, dove maggiore era la presenza di immigrati russi.
Nel 1947 il consiglio dei vescovi della ROCOR decise l'erezione di due eparchie per il Canada, una con sede a Edmonton e l'altra a Montréal. Questa divisione durò solo 10 anni, perché già nel 1957 le due eparchie furono unite e la sede diocesana fu posta nella città di Montréal.